# چارلز تیاس
چارلز تیاس (انگلیسی: Charles Thias; ۱۵ نوامبر ۱۸۷۹ – ۱۹ نوامبر ۱۹۲۲) ورزشکار اهل ایالات متحده آمریکا بود.